# 鸿轩寺
鸿轩寺，是一座位于法国普罗旺斯-阿尔卑斯-蓝色海岸大区瓦尔省弗雷瑞斯的一座越南佛教寺庙。
该寺于1919年4月6日由市政当局主持落成。第一次世界大战结束时，殖民军队撤走，因缺乏维修而沦为废墟。它在第二次世界大战期间被遗弃，1954年由越南难民重新利用起来。自1986年以来，该寺被法国文化部列入地区文化遗产名录。